# A Question of Attribution
A Question of Attribution (česky přeložitelné jako Otázka autorství) je britská televizní inscenace režiséra Johna Schlesingera z roku 1991. Jde o adaptaci stejnojmenné jednoaktové divadelní hry Alana Bennetta natočenou pro cyklus BBC „Screen One“. James Fox v ní ztvárnil britského historika umění, kurátora britské královny a sovětského agenta Anthonyho Blunta, jednoho z pěti tzv. cambridgeských špiónů. Po uvedení na britských obrazovkách 20. října 1991 následovala americká premiéra 4. října 1992 v rámci cyklu televize PBS „Masterpiece Theatre“.
Režisér Schlesinger tímto snímkem navázal na své dřívější dílo An Englishman Abroad z roku 1983, rovněž napsané Alanem Bennettem. V divadelní formě byly oba tituly v roce 1988 uvedeny Národním divadlem v Londýně pod souborným názvem Single Spies. Později, v roce 2003 toto téma znovu pro BBC zpracoval režisér Tim Fywell v čtyřdílném dramatu (Cambridge Spies).

## Postavy a obsazení
| James Fox          | Sir Anthony Blunt                                            |
| David Calder       | Chubb                                                        |
| Geoffrey Palmer    | Donleavy                                                     |
| Prunella Scalesová | Její Veličenstvo královna Alžběta II. (uváděna zkratkou HMQ) |
| Ann Beachová       | paní Chubbová                                                |
| Richard Bebb       | konzultant                                                   |
| John Cater         | Robertson, restaurátor                                       |
| Edward de Souza    | Collins                                                      |
| Jason Flemyng      | Colin                                                        |
| Gregory Floy       | radiolog                                                     |
| Barbara Hicksová   | dáma v Národní galerii                                       |
| Anne Jamesonová    | Bluntova sekretářka                                          |
| Mark Payton        | Phillips                                                     |

## Ocenění
Film získal televizní cenu BAFTA za nejlepší drama a představitelka královny Alžběty Prunella Scalesová byla nominována na nejlepší herečku.